# Dukat (Bosilegrad)
Dukat (Servisch cyrillisch Дукат) is een plaats in de Servische gemeente Bosilegrad. De plaats telt 397 inwoners (2002).